# Claudio Napoleoni
Claudio Napoleoni (L'Aquila, 5 de març de 1924 – Andorno Micca, 31 de juliol de 1988) fou un economista i polític italià.
Economista marxista, fou professor ordinari de "Política econòmica" a la facultat de Ciències polítiques de la Universitat de Torí. Estava interessat principalment en els problemes teòrics de l'economia. Amb en Franco Rodano fou director de la "Rivista trimestrale". El 1976 fou diputat electe com a independent a les llistes del PCI, adherit a la Sinistra Indipendente. El 1983 fou elegit senador.

## Obres
- Dizionario di economia politica. Milà, Edizioni di Comunità, 1956
- Il pensiero economico del Novecento. Torí, Einaudi, 1963
- L'equilibrio economico generale. Torí, Boringhieri, 1965
- Smith, Ricardo, Marx: considerazioni sulla storia del pensiero economico. Torí, Boringhieri, 1970
- Valore (per l'enciclopedia filosofica ISEDI). Milano, ISEDI, 1976
- Discorso sull'economia politica. Torí, Boringhieri, 1985
- Cercate ancora: lettera sulla laicità e ultimi scritti. Roma, Editori Riuniti, 1990
- Dalla scienza all'utopia, saggi scelti 1961-1988. Torí, Bollati Boringhieri, 1992
- Lezioni sul Capitolo sesto inedito di Marx. Torí, Boringhieri, 1972
- Elementi di statistica. Florència, La nuova Italia, 1967